# Неббиоло
Неббиоло (неббьоло; итал. Nebbiolo) — технический (винный) сорт чёрного винограда, используемый в Пьемонте для производства красных вин, в том числе таких знаменитых, как бароло и барбареско. 
Как и многие другие итальянские сорта винограда, впервые упомянут в сельскохозяйственном трактате Кресценция, датируемом 1303 годом. Название этого сорта происходит от слова «туман» (nebbia) и связано либо с поздним вызреванием виноградных гроздей (их собирают осенью, когда виноградники по утрам окутывает густой туман), либо с тусклой плёнкой на ягодах.
Родина и основной регион выращивания этого сорта винограда — итальянский Пьемонт: провинции Бьелла, Верчелли, Кунео (особенно районы Ланге и Роэро), Новара и Турин. Многие виноградники неббиоло — под охраной ЮНЕСКО в составе объекта всемирного наследия «Виноградники Ланге — Роэро и Монферрата».
В альпийской долине Вальтеллина на севере Ломбардии собранный урожай неббиоло сушат до 10 декабря, после чего готовят из заизюмленных ягод красное вино Сфорцато (Sforzato) — одно из немногих вин категории «пассито», удостоенных высокого статуса DOCG. 
Сила роста лозы средняя. Лист средний, пятилопастный, реже трехлопастные.  Нижняя поверхность листа сильно покрыта опушением. Гроздь средняя удлинённо-коническая. Ягоды средней величины, округлые, фиолетовые.  Относится к сортам позднего периода созревания. За пределами холмов Пьемонта вызревает только в наиболее благоприятных местах.
Несмотря на все попытки культивировать неббиоло в других странах мира, он так и не смог «прижиться» за пределами Пьемонта. В других странах неббиоло даёт серые, жидкие и безликие вина. Долго вызревающий, он набирает максимальное количество сахара, кислот и танинов в родном регионе, где даёт плотные, насыщенные вина с широкой палитрой ароматов и выверенным балансом. Для ароматики вин из неббиоло свойственны смолистые тона, роза и фиалка. 
Несмотря на высокое содержание танинов, вина из неббиоло отнюдь не тёмные (что обычно свойственно высокотанинным винам). Например, цвет молодого бароло — вишнёво-рубиновый, прозрачный, с гранатовыми оттенками.